# Дубники (Сернурський район)
Ду́бники (рос. Дубники, марій. Памашсола) — присілок у складі Сернурського району Марій Ел, Росія. Адміністративний центр Дубниківського сільського поселення.

## Населення
Населення — 170 осіб (2010; 144 у 2002).
Національний склад (станом на 2002 рік):
- марі — 97 %